# Euroleague MVP
L'Euroleague MVP è il premio conferito dalla Euroleague Basketball al miglior giocatore della regular season.
Il premio venne istituito nella stagione 2000-01. Tra il 2001-02 e il 2003-04 il premio venne affiancato dal "Top 16 MVP", riconoscimento conferito al miglior giocatore della fase finale TOP 16 (differente comunque dall'Euroleague Final Four MVP, conferito all'MVP delle Final Four).

## Albo d'oro

Arvydas Sabonis MVP della regular season e delle TOP 16 nel 2004.

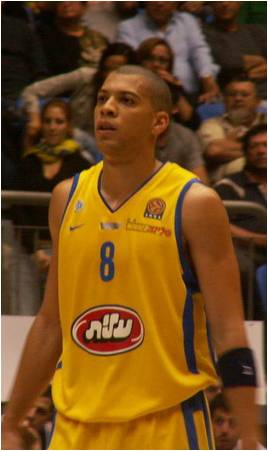
Anthony Parker due volte vincitore del trofeo.

### 2000-2004
Regular Season MVP
| Stagione | Giocatore       | Squadra         |
| -------- | --------------- | --------------- |
| 2000-01  | Dejan Tomašević | Budućnost       |
| 2001-02  | Mirsad Türkcan  | CSKA Mosca      |
| 2002-03  | Joseph Blair    | Fenerbahçe      |
| 2003-04  | Arvydas Sabonis | Žalgiris Kaunas |

Top 16 MVP
| Stagione | Giocatore       | Squadra         |
| -------- | --------------- | --------------- |
| 2001-02  | Dejan Bodiroga  | Panathīnaïkos   |
| 2002-03  | Mirsad Türkcan  | Mens Sana Siena |
| 2003-04  | Arvydas Sabonis | Žalgiris Kaunas |

### 2004 - oggi
| Stagione | Giocatore            | Squadra          |               |
| -------- | -------------------- | ---------------- | ------------- |
| 2004-05  | Anthony Parker       | Maccabi Tel Aviv |               |
| 2005-06  | Anthony Parker (2)   | Maccabi Tel Aviv |               |
| 2006-07  | Theodōros Papaloukas | CSKA Mosca       |               |
| 2007-08  | Ramūnas Šiškauskas   | CSKA Mosca       |               |
| 2008-09  | Juan Carlos Navarro  | Barcellona       |               |
| 2009-10  | Miloš Teodosić       | Olympiakos       |               |
| 2010-11  | Dīmītrīs Diamantidīs | Panathīnaïkos    |               |
| 2011-12  | Andrej Kirilenko     | CSKA Mosca       |               |
| 2012-13  | Vasilīs Spanoulīs    | Olympiakos       |               |
| 2013-14  | Sergio Rodríguez     | Real Madrid      |               |
| 2014-15  | Nemanja Bjelica      | Fenerbahçe       |               |
| 2015-16  | Nando de Colo        | CSKA Mosca       |               |
| 2016-17  | Sergio Llull         | Real Madrid      |               |
| 2017-18  | Luka Dončić          | Real Madrid      |               |
| 2018-19  | Jan Veselý           | Fenerbahce Beko  |               |
| 2019-20  | non conferito        | non conferito    | non conferito |
| 2020-21  | Vasilije Micić       | Anadolu Efes     |               |
| 2021-22  | Nikola Mirotić       | Barcellona       |               |
| 2022-23  | Aleksandăr Vezenkov  | Olympiakos       |               |
| 2023-24  | Mike James           | Monaco           |               |
| 2024-25  | Kendrick Nunn        | Panathīnaïkos    |               |